# French Lick
French Lick ist eine Town im French Lick Township, Orange County, Indiana, USA. Laut der Volkszählung im Jahre 2000 hatte French Lick 1941 Einwohner.

## Geschichte
French Lick war ursprünglich ein französischer Handelsplatz. Auf einer Karte des Bundesstaates Indiana aus dem Jahre 1835 hieß die Gemeinde vorher Salt Spring. Die Gründung von French Lick wurde im Jahr 1857 vollzogen.
Ab 1840 wurden die schwefelhaltigen Quellen des Ortes für medizinische Zwecke genutzt. In der zweiten Hälfte des 19. Jahrhunderts gewann French Lick als Badeort eine gewisse Bekanntheit in den USA. Zu Beginn des 20. Jahrhunderts ließen sich aufgrund der Entstehung neuer Kasinos einige Berühmtheiten in der Stadt nieder, unter anderem der Gangster Al Capone, der Komponist Irving Berlin und der Boxer Joe Louis.
Das French Lick Resort Casino war der Hauptort der Unterhaltung in der Stadt. Es blieb auch offen als sämtliche anderen Kasinos schließen mussten, da die Glanzzeit der Stadt längst vorüber war. Das Kasino wurde 2005 wegen umfangreicher Renovierungsarbeiten temporär geschlossen.

## Trivia
- In der Sitcom Hör mal, wer da hämmert bemerkt Sohn Brad, dass French Lick so ziemlich das einzig gute in Indiana ist.
- Im Jahr 1943 hielt das MLB-Team Chicago Cubs ihr Frühlings-Trainings-Camp in der Stadt ab.
- Franklin D. Roosevelt gab im French Lick Springs Hotel seine Kandidatur zum Präsidenten der Vereinigten Staaten bekannt.
- French Lick war einer der Drehorte für den Film Blue Chips
- French Lick ist der Heimatort von Basketballlegende Larry Bird
- In der 5. Episode der 2. Staffel der Fernsehserie „Reacher“ passiert „A.M.“ (Azhari Mahmoud) auf seiner Reise nach Denver French Lick und flucht beim Anblick des Ortsschildes: „Fucking Americans“.